# Planisticus breuningi
Planisticus breuningi là một loài bọ cánh cứng trong họ Cerambycidae.